# 조선음악건설본부
조선음악건설본부(朝鮮音樂建設本部)는 태평양 전쟁 종전 직후인 1945년 8월에 미군정 지역인 서울에서 결성된 음악인 단체이다. 음건이라고 약칭한다.
8월 15일의 쇼와 천황 항복 선언을 기점으로 8월 18일까지 사흘 동안 서울에서는 음악과 미술, 영화, 연극, 문학 등 예술 각 부문에서 예술인 단체가 급히 구성되었다. 이들 단체는 8월 18일에 조선문화건설중앙협의회가 조직되면서 그 산하로 흡수되었다. 조선음악건설본부는 조선문화건설중앙협의회 산하의 음악인 단체였다.
조선프롤레타리아예술가동맹 출신의 좌익 문인인 임화와 김남천이 각각 조선문화건설중앙협의회의 의장과 서기장을 맡았다. 이것은 일제강점기 말기를 친일 행적 없이 보낸 임화 계열이 8월 16일에 가장 먼저 조선문학건설본부를 설치하면서 주도권을 차지해버린데 따른 것이었다. 그러나 이 시점은 태평양 전쟁의 갑작스런 종전으로 인해 한반도의 정치 상황은 가변적이었고 아직 분단이나 좌우익 대립은 가시화되지 않았다. 따라서 임화가 주도한 조선문화건설중앙협의회였지만 산하 단체에는 여러 성향의 인물들이 섞어 있었다.
조선음악건설본부는 작곡가 김순남과 성악가 출신의 음악평론가인 신막, 이범준 등을 중심으로 출범하여 좌파 색채가 강한 편이었다. 세 사람은 후에 모두 조선민주주의인민공화국으로 갔다.
그러나 곧 군정기의 도래와 함께 좌우익 대결이 심화되면서 좌우익 음악인이 섞여 있는 단체의 한계가 명확해졌다. 일제 강점기부터 존재해온 우파 성향의 조선음악가협회와 대립한 좌익 계열이 빠져나가 따로 조선프롤레타리아음악동맹을 결성하면서 큰 타격을 받게 되었다. 1945년 10월 18일에 미군 환영 음악회를 개최한 뒤 "연합군 환영 준비를 위한 잠정적 기관이던 조선음악건설본부는 그 취지를 달성하였으므로 해소한다."라는 성명서를 내고 해산했다.

## 같이 보기
- 조선프롤레타리아음악동맹

## 참고 자료
- 민경찬 (2006년 9월 1일). 〈제6부 해방 공간 및 한국 전쟁기의 음악 - 01. 새로운 출발〉. 《청소년을 위한 한국음악사 (양악편)》. 서울: 두리미디어. ISBN 8977151562.
- 조영복 (2002년 9월 10일). 〈김순남 - 민족의 미래를 노래한 정결한 혼의 음악가〉. 《월북 예술가, 오래 잊혀진 그들》. 서울: 돌베개. ISBN 9788971991503.